# 한상덕 (1959년)
한상덕(1959년 9월 11일 ~ )은 대한민국의 기자다.

## 학력
- 홍익대학교 사범대학 부속고등학교
- 연세대학교 정치학 학사

## 경력
- 1986년 : KBS 14기 공채 기자
- 1991-1993 문화부 기자
- 1993-1995 정치부 기자
- 2003~2006년 프랑스  파리 특파원
- 2007-2008 뉴스광장 부장
- 2009 문화과학부장
- 2010-2011 홍보실장
- 2011.7~2013.12 해설위원
- 2014.1~2019.9 보도위원

## 진행

### 텔레비전
- 2010년 : KBS2 《KBS 일요뉴스타임》
- 2012년 : KBS1 《KBS 뉴스 12》
- 2013년 : KBS1 《KBS 뉴스라인》

### 라디오
- 2014년 : KBS 1라디오 《뉴스 중계탑》
- 2016년 : KBS 1라디오 《뉴스와 화제》
- 2017년 : KBS 1라디오 《KBS 공감토론》 (임시진행) 2017년 6월 7일 ~ 9일

## 수상
- 2012년 한국유럽학회 유럽언론인 대상